# Oleo-Ceratonion siliquae

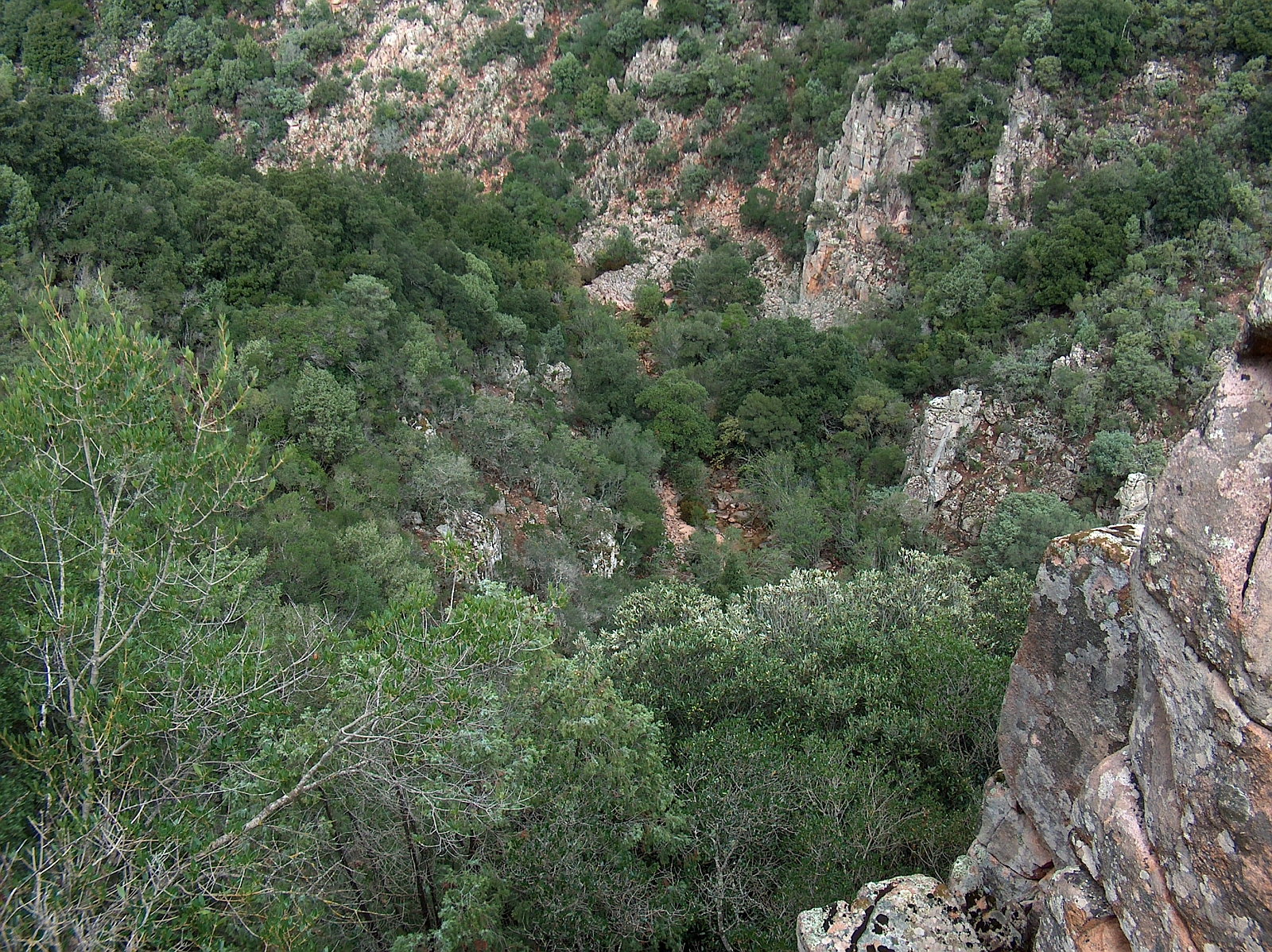
Transizioni tra Oleo-ceratonion, vegetazione riparia e macchia mediterranea nella Gola di Gutturu Mannu (Sardegna)

L'Oleo-Ceratonion siliquae Br.-Bl. ex Guinochet & Drouineau 1944 em. Rivas-Martinez 1975 è un'alleanza dell'Ordine Pistacio lentisci-Rhamnetalia alaterni Rivas Martinez 1975 della classe Quercetea ilicis Br.-Bl. ex A. & O. Bolòs 1950, comprende formazioni riconducibili al climax di macchia mediterranea termoxerofila, definito anche climax dell'oleastro e del carrubo. Si estende nelle aree prossime ai litorali, dal livello del mare ai 200 metri d'altitudine. In condizioni particolari può infiltrarsi più all'interno in micronicchie che raggiungono anche i 5-600 metri.
Una classificazione rigorosa distingue nell'ambito dell'Oleo-ceratonion due differenti formazioni, l'Oleo-lentiscetum, tipico delle aree più fresche, e il Ceratonietum o Oleo-ceratonion propriamente detto. Questa distinzione, perorata da alcuni botanici (Chiappini, Molinier), non è condivisa da altri (Gentile, Tommaselli). Chiappini (Guida pratica alla flora della Sardegna, 1985) sostiene che le marcate differenze dell'ambiente fra la zona meridionale e quella centrosettentrionale dell'isola depongono a favore della distinzione fra le due associazioni.
Il Ceratonietum è presente in Sardegna nelle zone meridionali più aride, con piovosità dell'ordine di 250–300 mm annui concentrati nei mesi invernali. Deve il suo nome al carrubo (Ceratonia siliqua), naturalizzato in queste aree. È uno dei climax della macchia mediterranea più compromessi dalla pressione antropica in quanto prossimo ai litorali, tuttavia è ancora possibile reperire relitti significativi nella regione sudoccidentale dell'isola nelle zone più impervie.
Il Lentiscetum è presente nella Sardegna centrale e settentrionale e si estende più all'interno giungendo fino ai 6-700 metri d'altitudine.

Deve il suo nome al Lentisco (Pistacia lentiscus), l'essenza più rappresentativa insieme all'olivastro.
Questa formazione si presenta come una vegetazione arbustiva variegata nei toni cromatici secondo la stagione, influenzati in modo particolare dallo stadio fenologico dell'Euforbia arborea e delle Leguminose arbustive: in inverno e nel tardo autunno predominano la tonalità verdi dovute al rigoglio vegetativo, in primavera le tonalità verdi e gialle per la colorazione chiara delle brattee fiorali dell'Euforbia e per la fioritura delle ginestre spinose, in estate e in tardo autunno spicca una colorazione variegata a mosaico in cui sono evidenti le tonalità rosse e arancioni dovute alle brattee dell'Euforbia in riposo e il verde grigiastro delle sclerofille, anch'esse in riposo vegetativo.
I pericoli più insidiosi nei confronti di questo climax sono gli insediamenti antropici nelle aree d'interesse turistico, gli incendi e l'allevamento ovicaprino estensivo con carichi di pascolamento eccessivi.

## Dinamica dell'ecosistema
I fattori limitanti naturali di questo climax sono le precipitazioni, sia per la bassa piovosità annua sia per la distribuzione stagionale particolarmente concentrata nell'arco dell'anno. Per questo motivo prevalgono le formazioni arbustive con caratteri di resistenza alle condizioni di aridità e, anche le specie arboree rappresentate in questa formazione, assumono in genere un portamento cespuglioso o arbustivo.
Nelle zone più favorevoli l'Oleo-ceratonion evolve verso la macchia a Leccio e la macchia a Erica e Corbezzolo, entrambe forme di transizione verso il climax del Leccio. Spesso però si tratta di macchie secondarie rappresentanti uno stadio di degradazione del climax del Leccio.
Nelle zone più sfavorevoli lascia il posto alle formazioni litoranee rappresentate secondo le nicchie da associazioni specifiche di litorali sabbiosi, suoli salini, stagni costieri, garighe, greti dei torrenti e delle foci. È facile confondere questi stadi di transizione con forme di degradazione ambientale causate dagli incendi e dalla pressione antropica, rappresentate per lo più da garighe e macchie degradate (Macchia a cisto, Macchia a Ginestre, Macchia a Euforbia, ecc.).

## Specie rappresentative

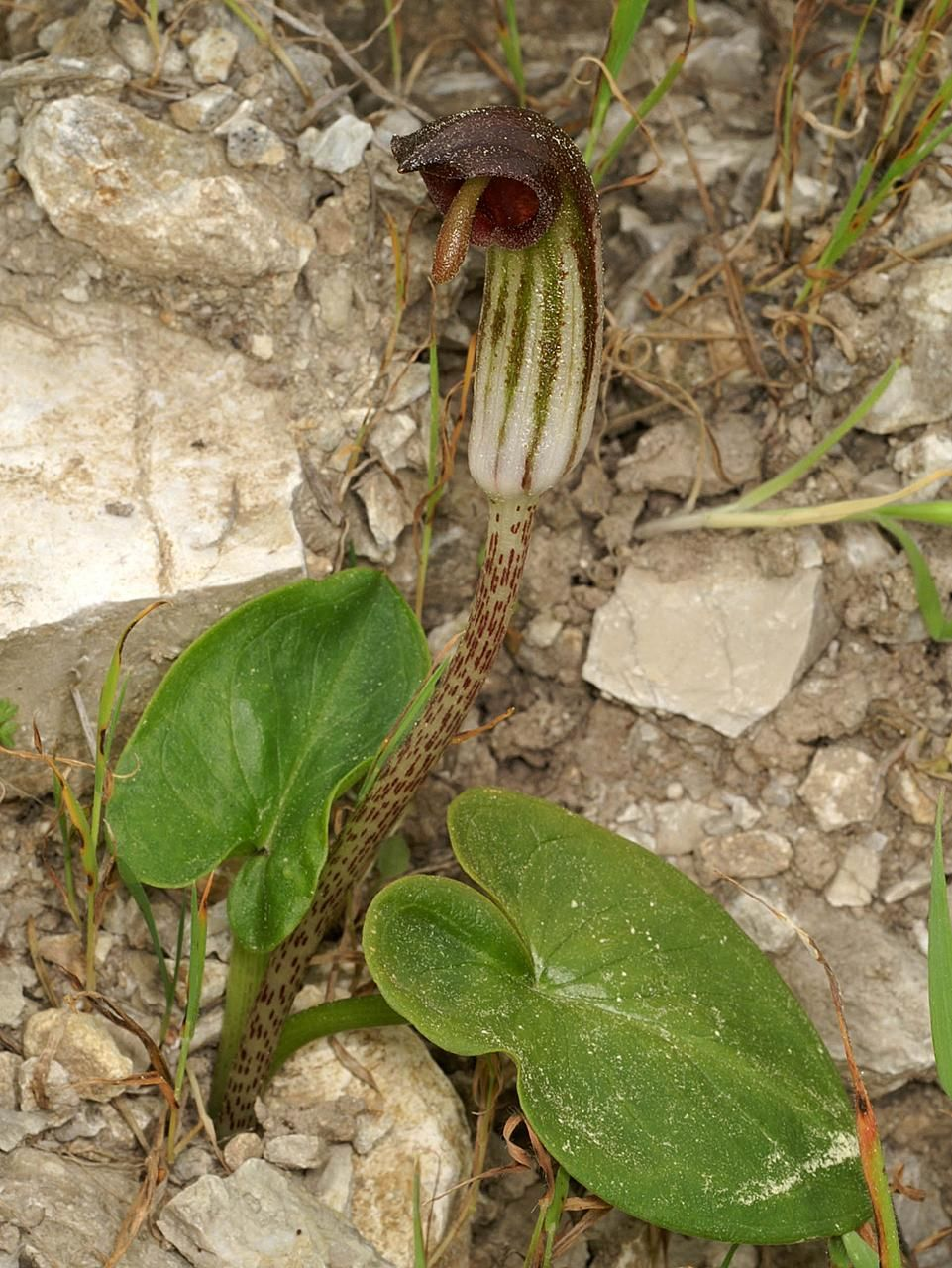
Arisarum vulgare (Arisario)
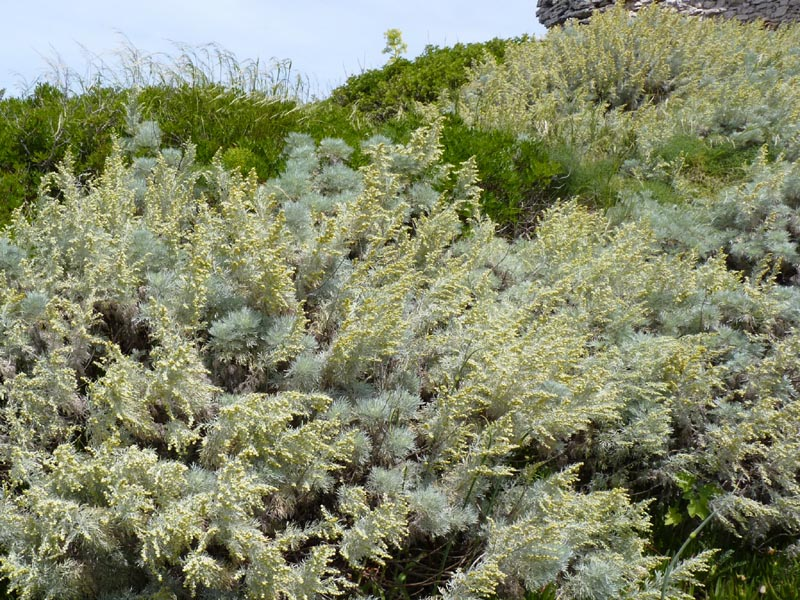
Artemisia arborescens (Assenzio selvatico)
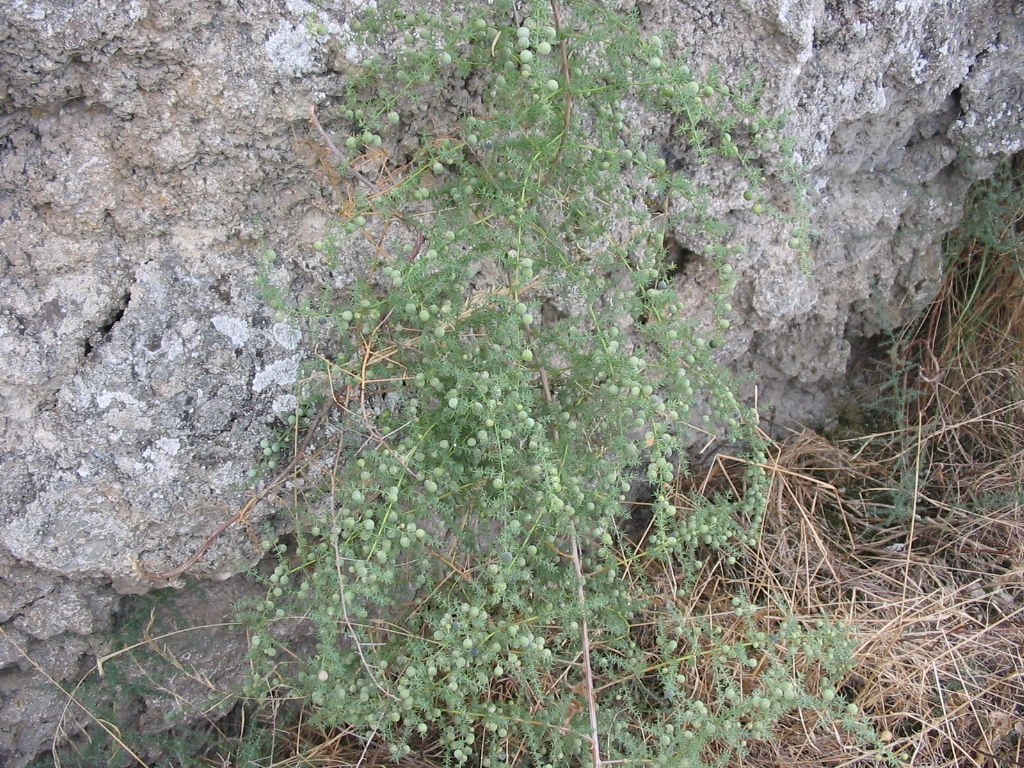
Asparagus acutifolius (Asparago pungente)
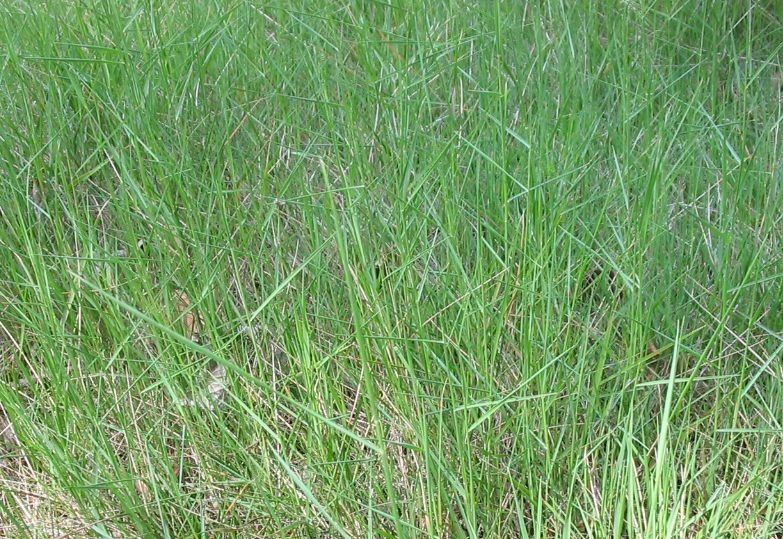
Brachypodium spp.
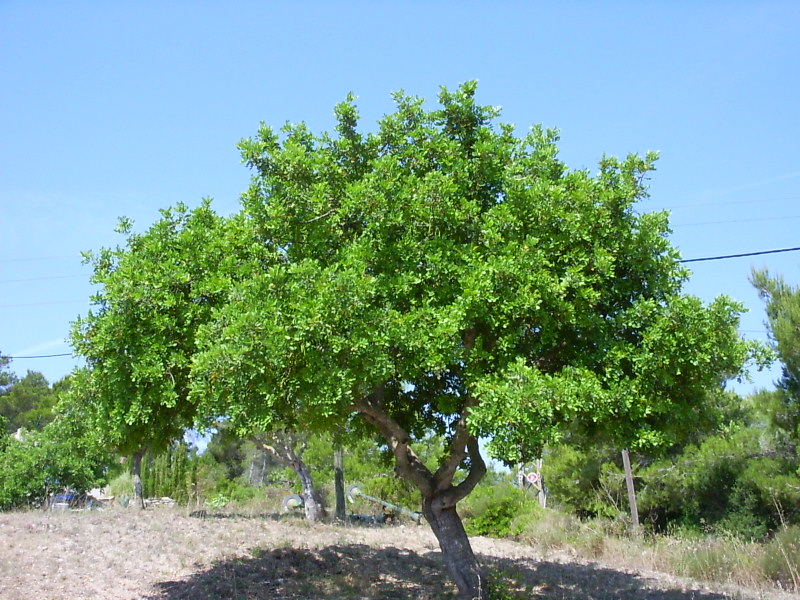
Ceratonia siliqua (Carrubo)
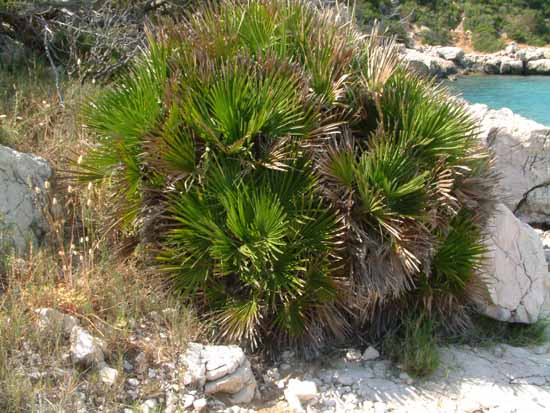
Chamaerops humilis (Palma nana mediterranea)
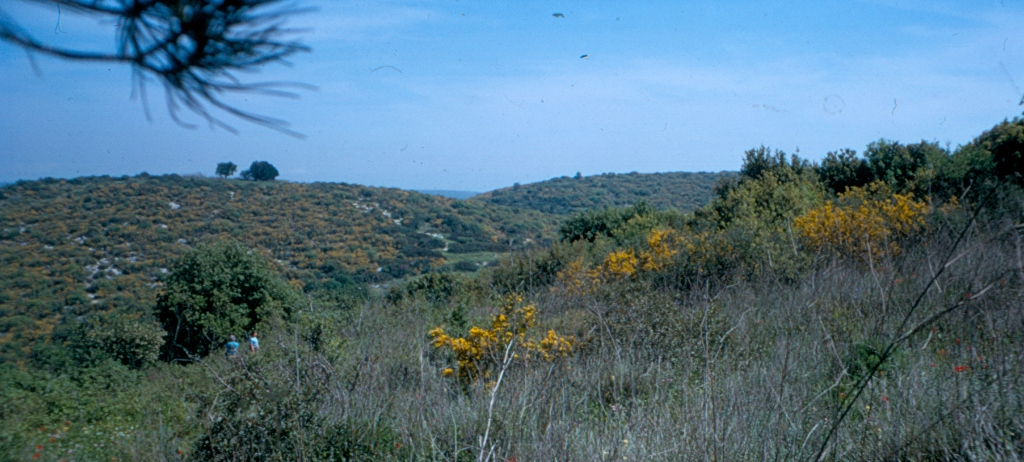
Calicotome villosa (Calicotome, Ginestra spinosa)
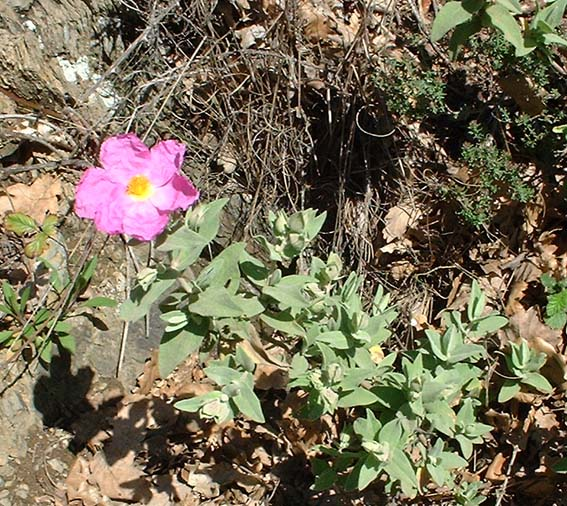
Cistus albidus
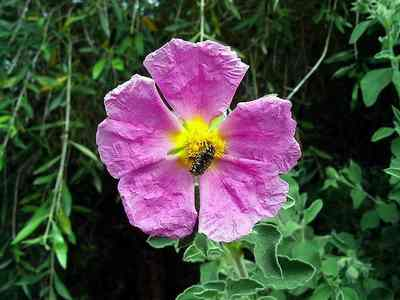
Cistus × incanus (Cisto rosso)
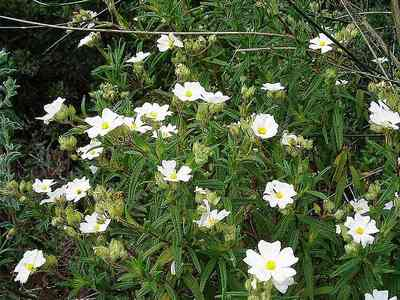
Cistus monspeliensis (Cisto di Montpellier, Cisto marino)
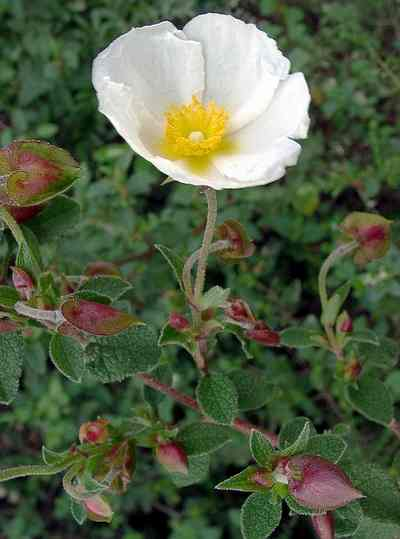
Cistus salviifolius (Cisto femmina)
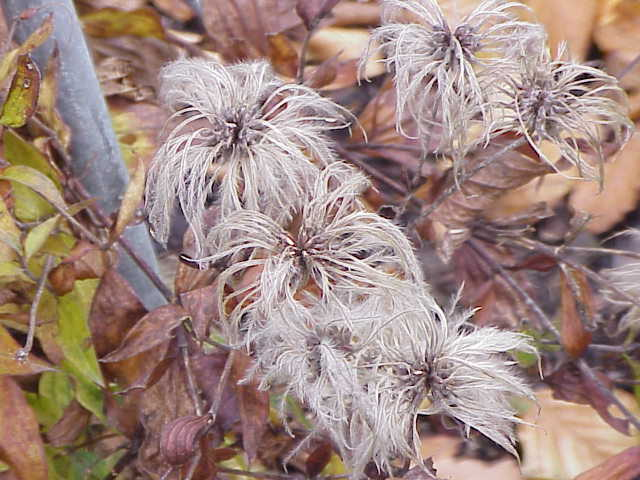
Clematis spp. (Clematide)
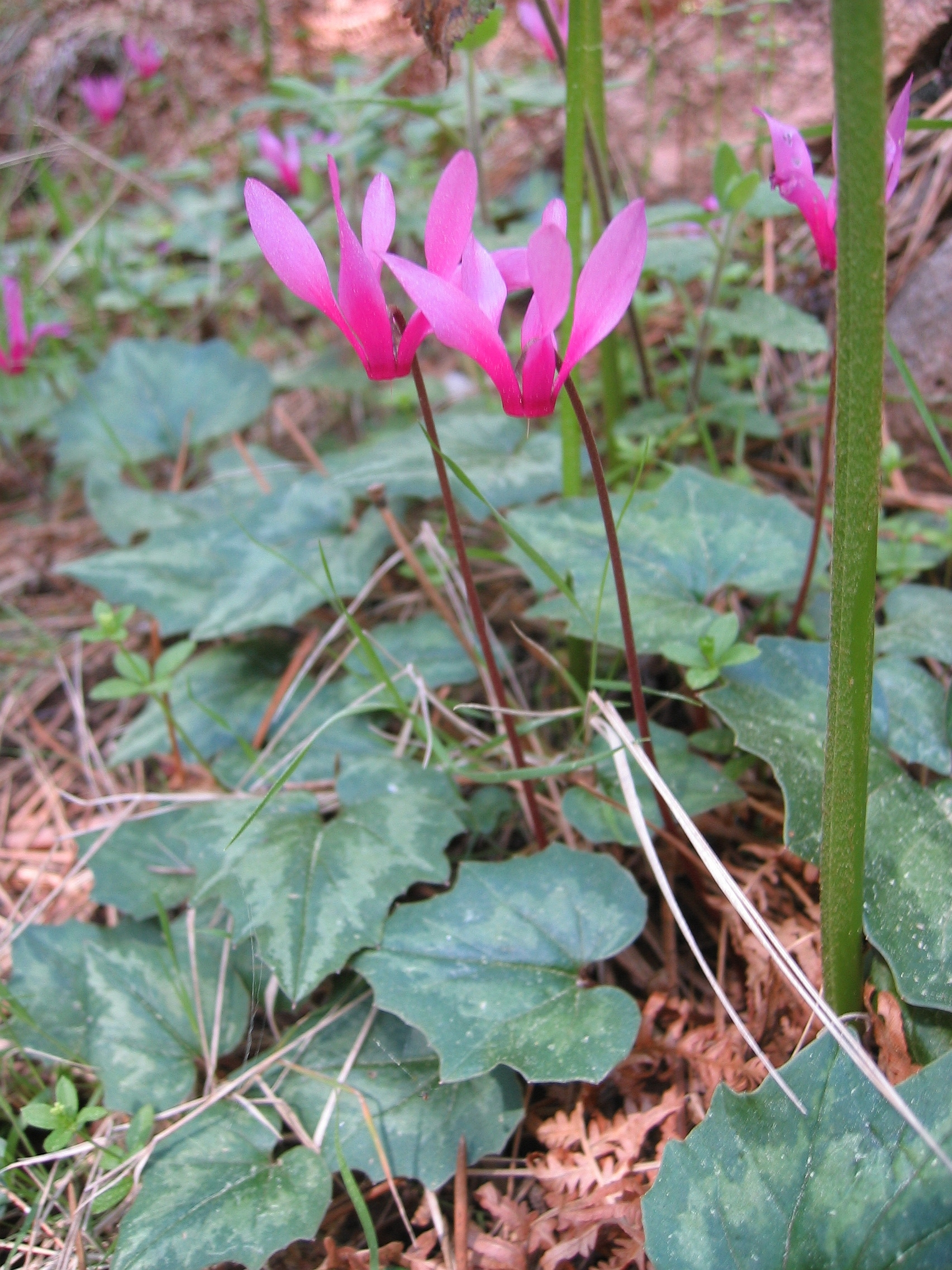
Cyclamen repandum (Ciclamino)
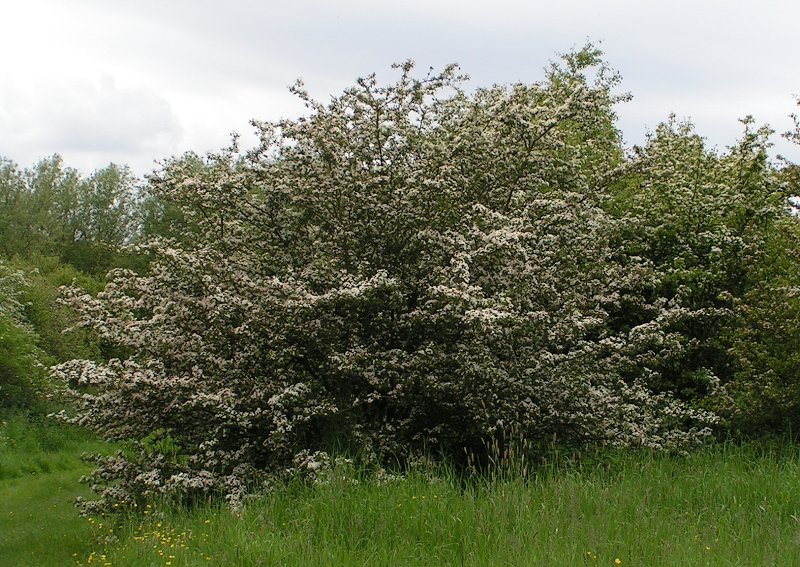
Crataegus monogyna (Biancospino)
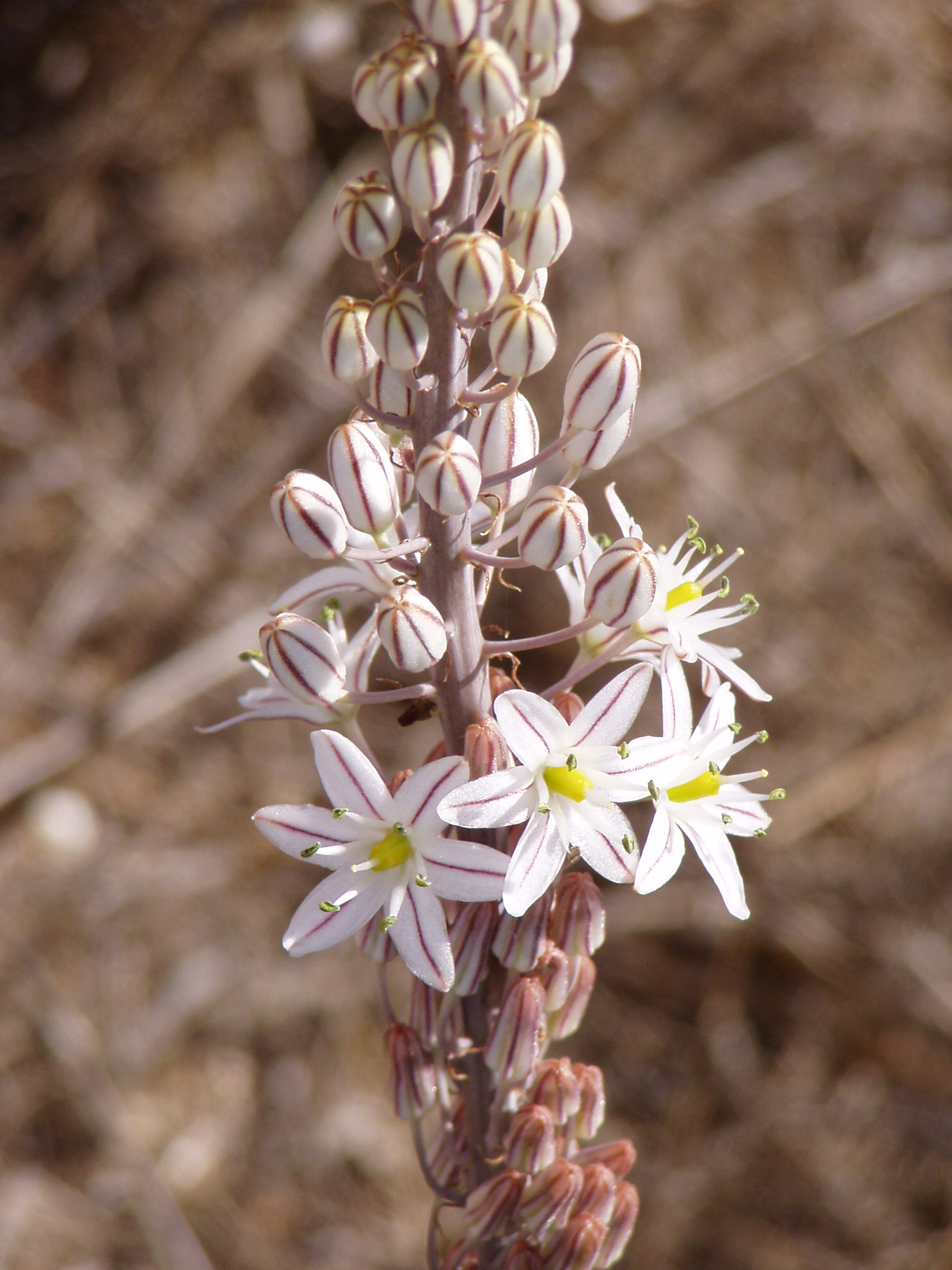
Drimia maritima (Scilla marittima)
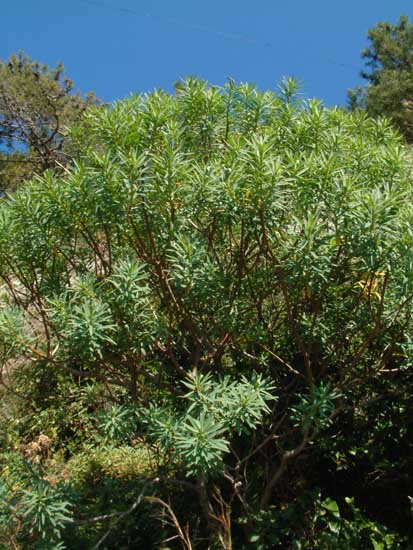
Euphorbia dendroides (Euforbia arborea)
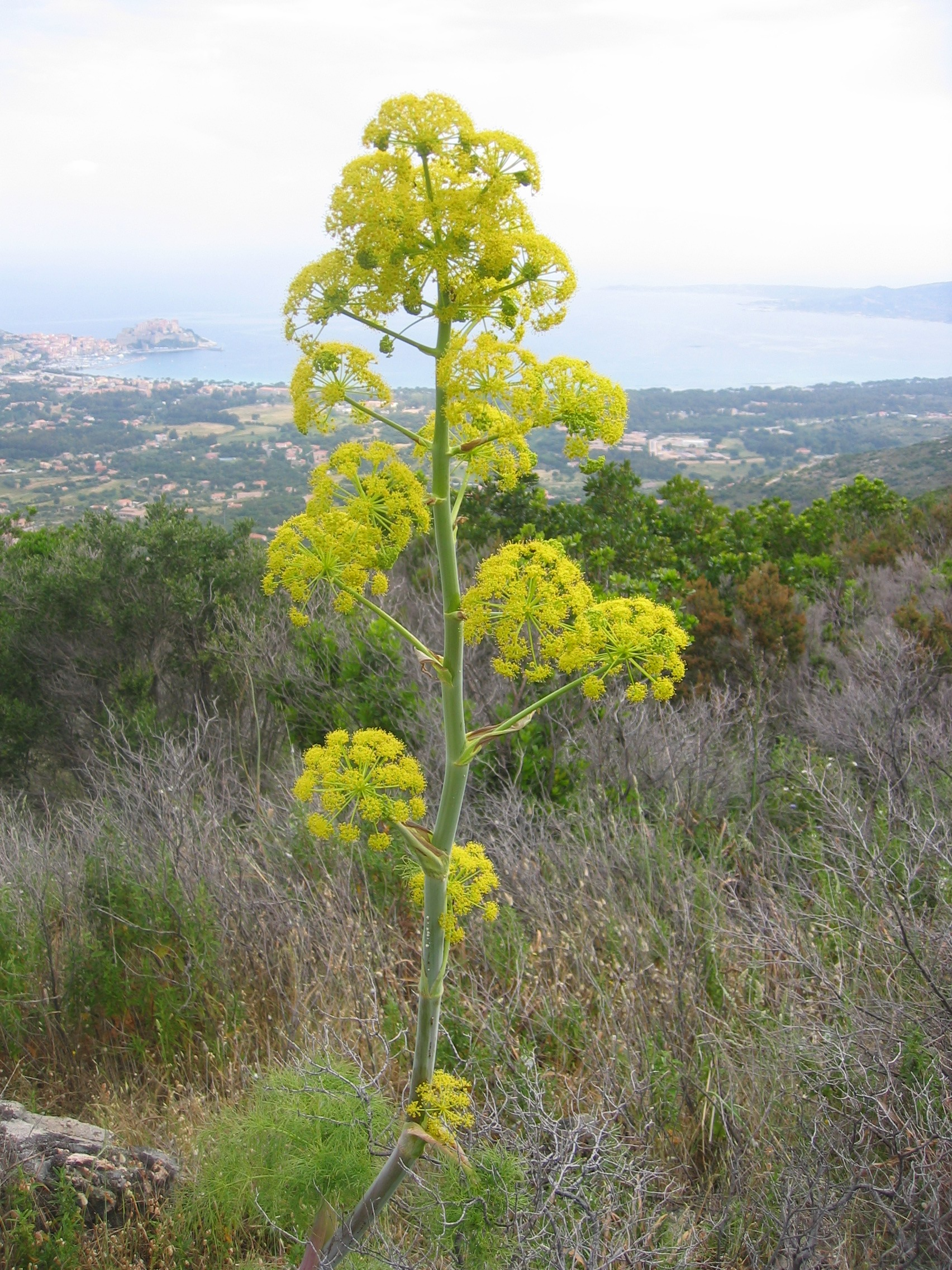
Ferula communis (Ferula)
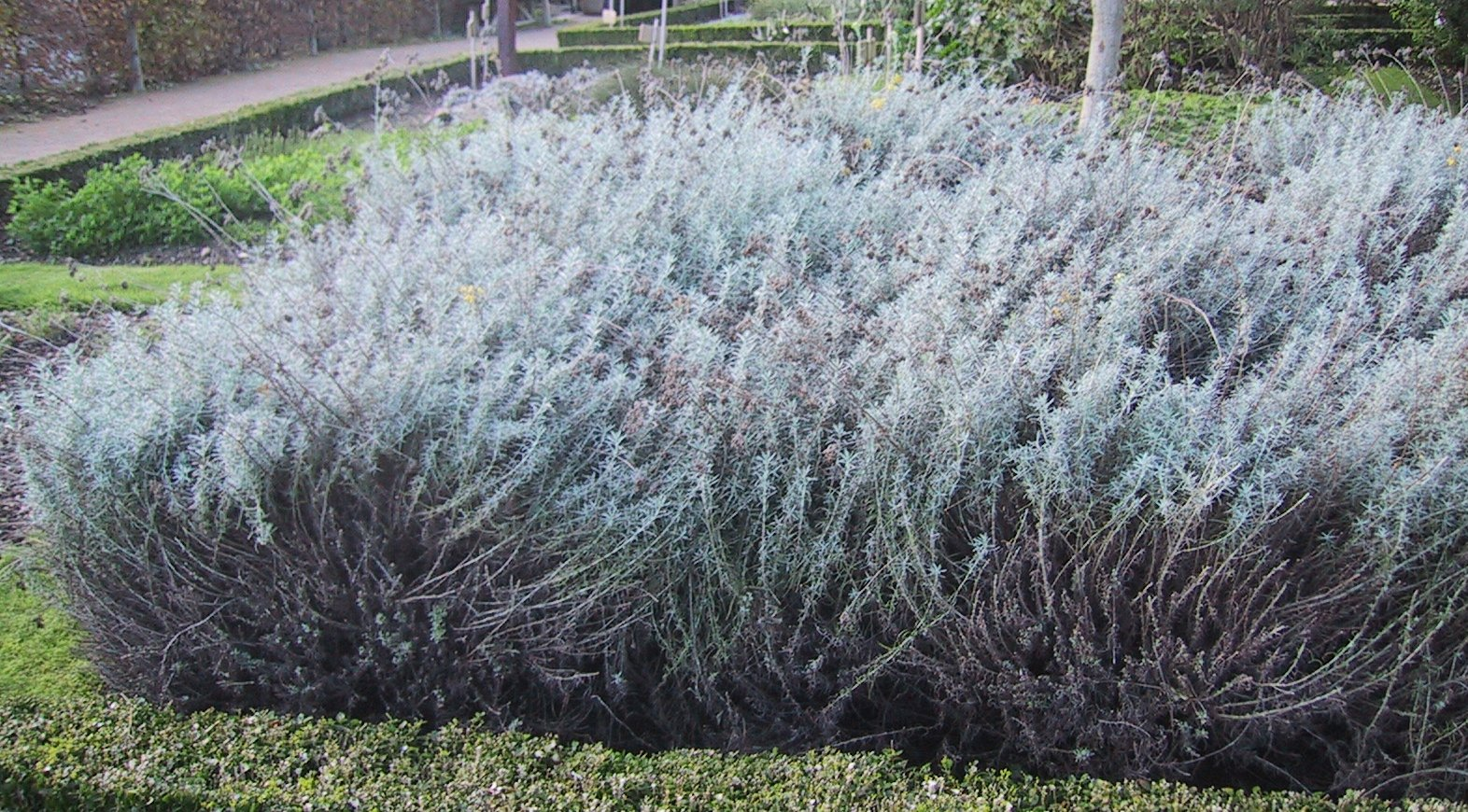
Helichrysum italicum (Elicriso)
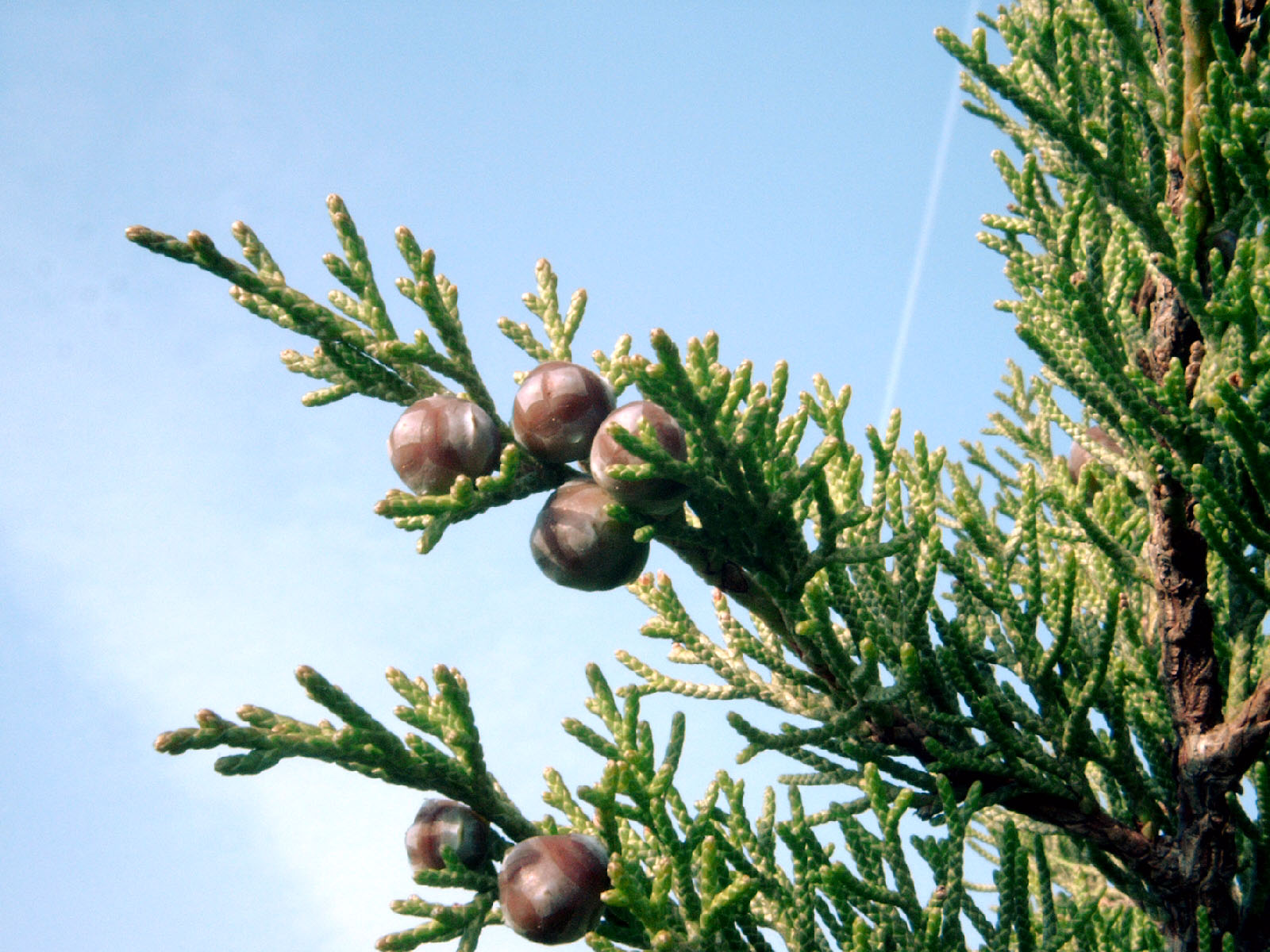
Juniperus phoenicea (Ginepro fenicio)
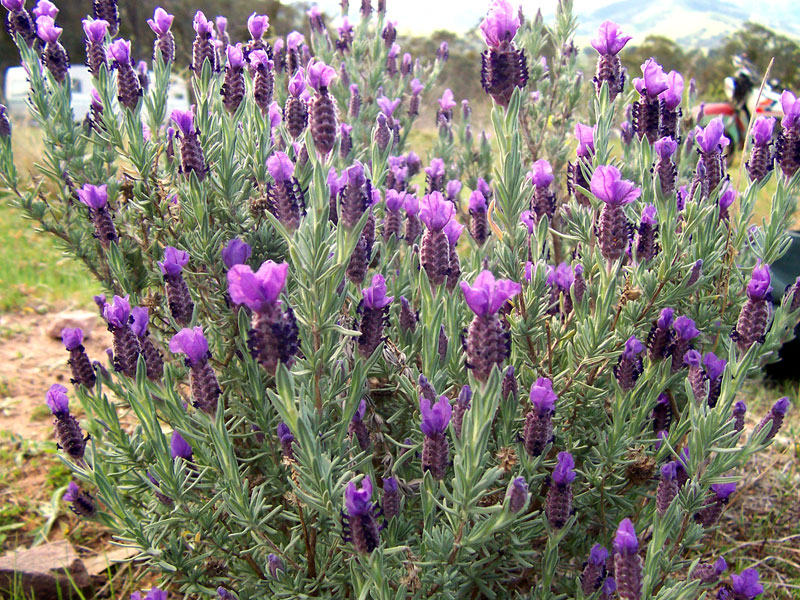
Lavandula stoechas (Lavanda selvatica)
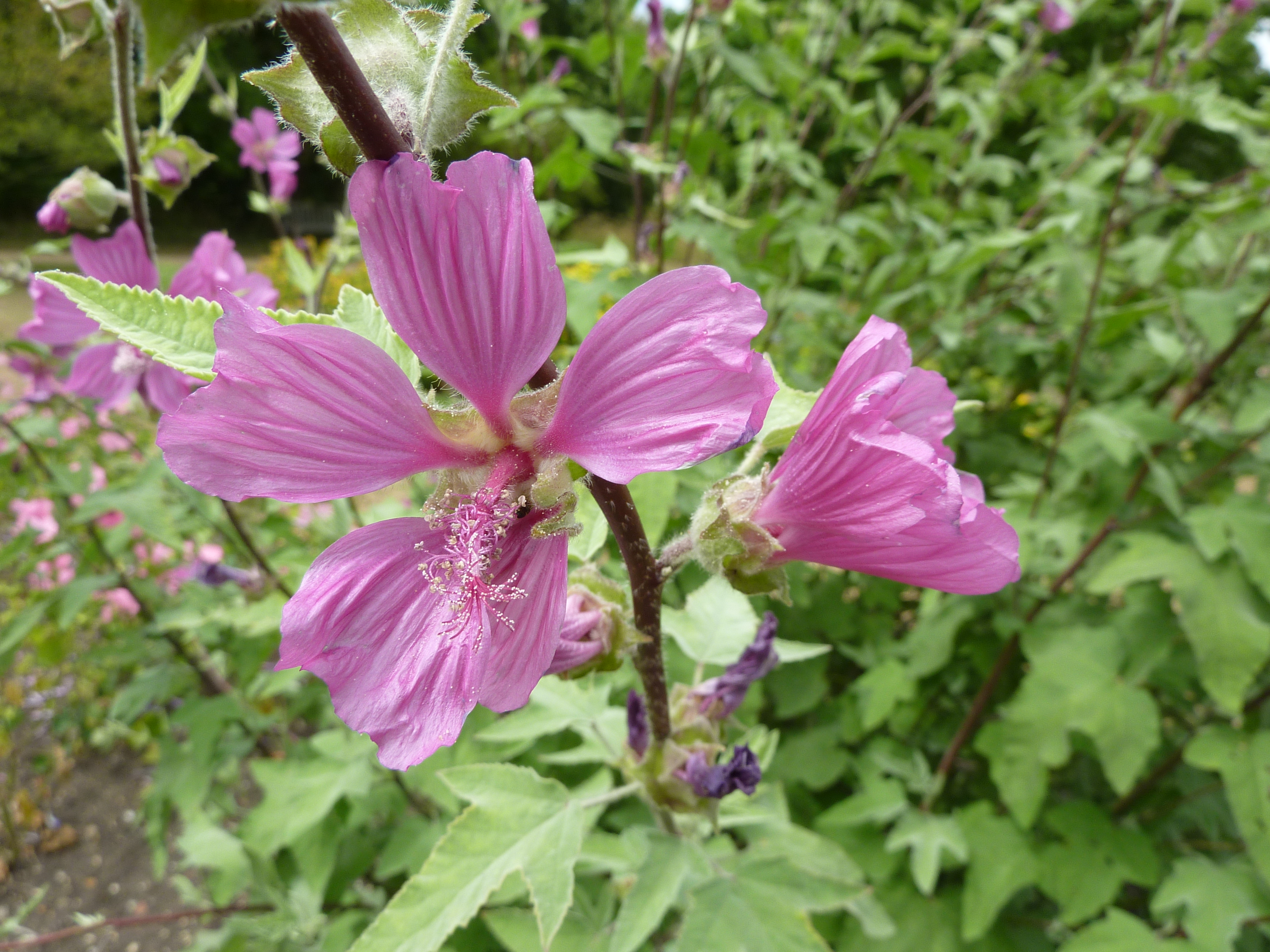
Lavatera olbia
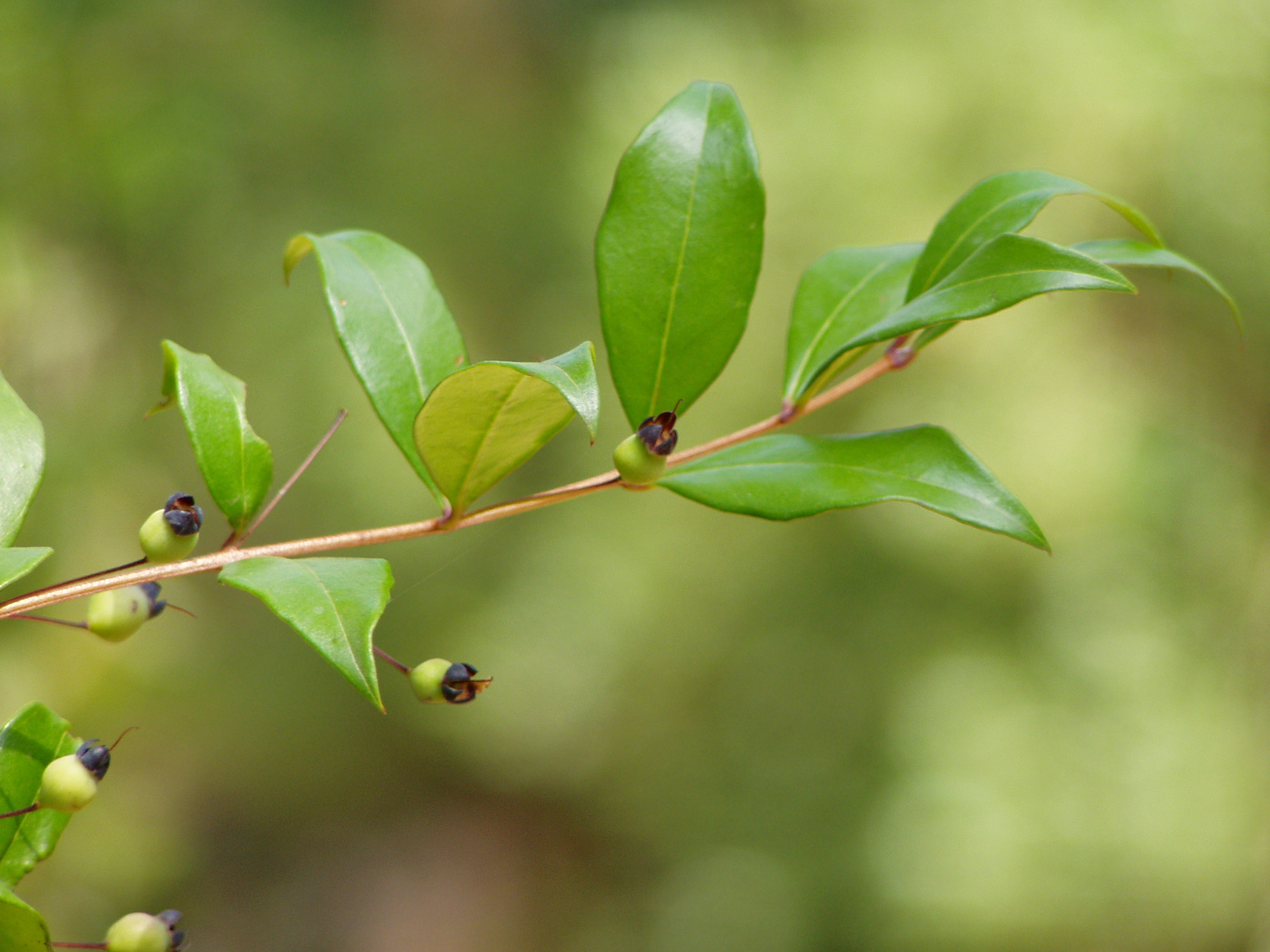
Myrtus communis (Mirto)
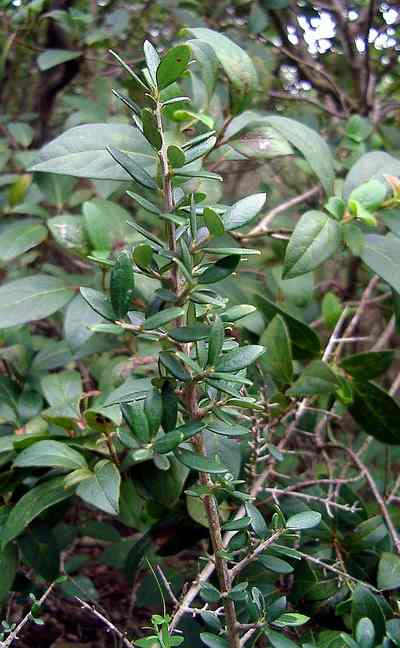
Olea europaea var. sylvestris (Oleastro, olivastro, olivo selvatico)
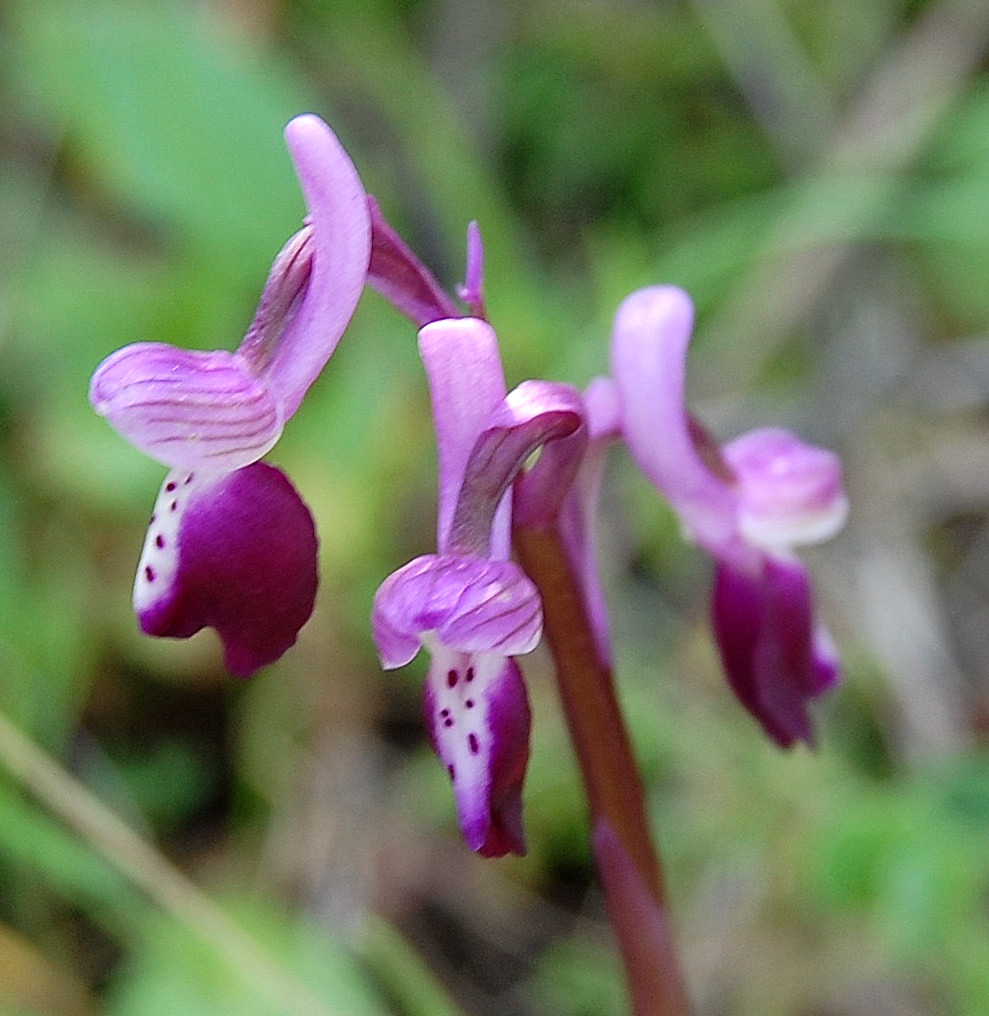
Orchidee
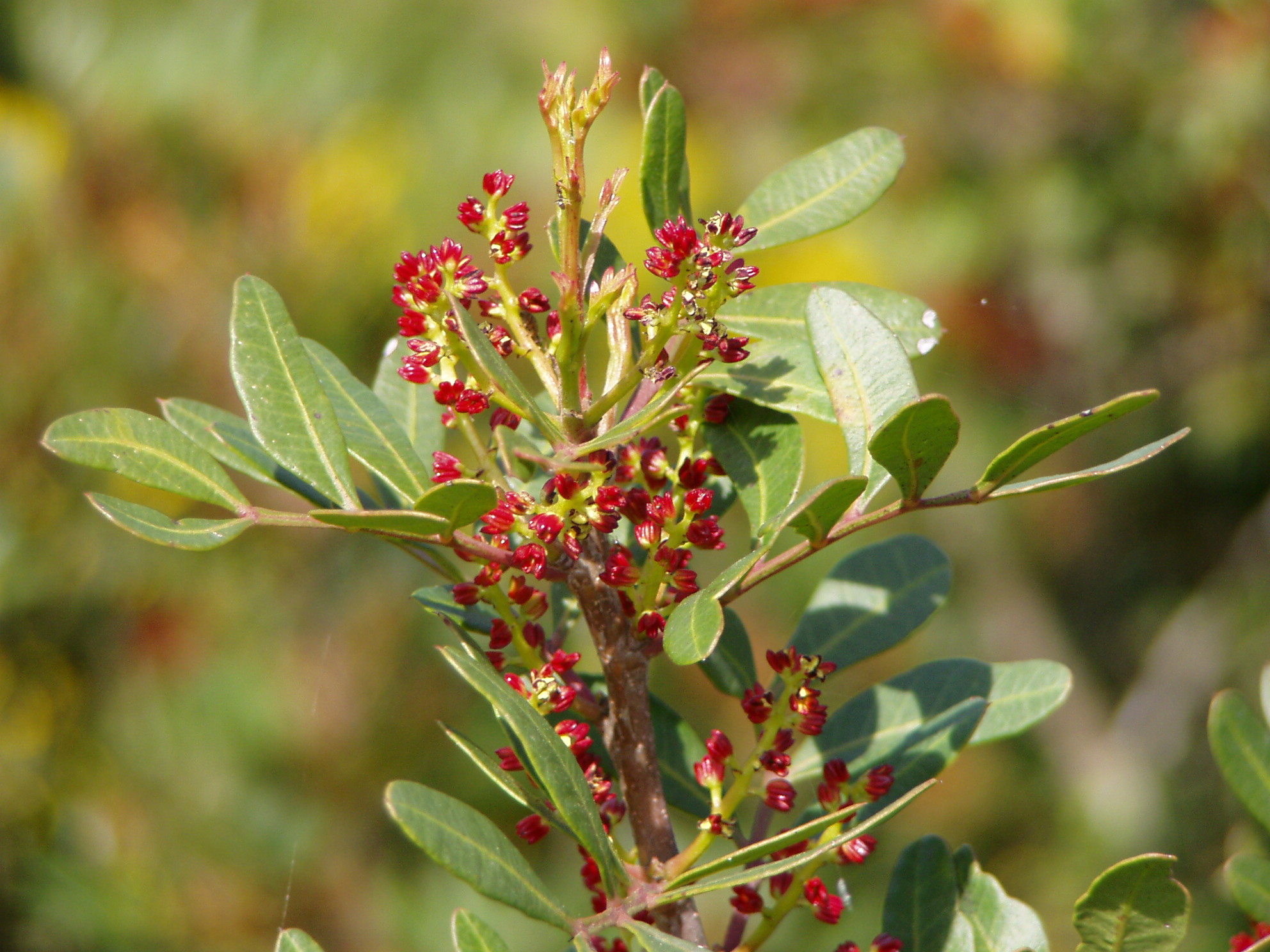
Pistacia lentiscus (Lentisco)
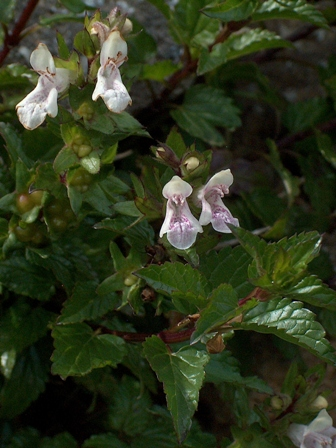
Prasium majus
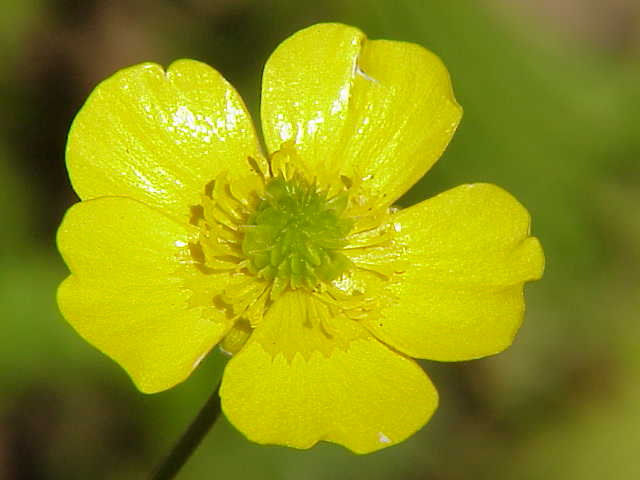
Ranunculus spp.
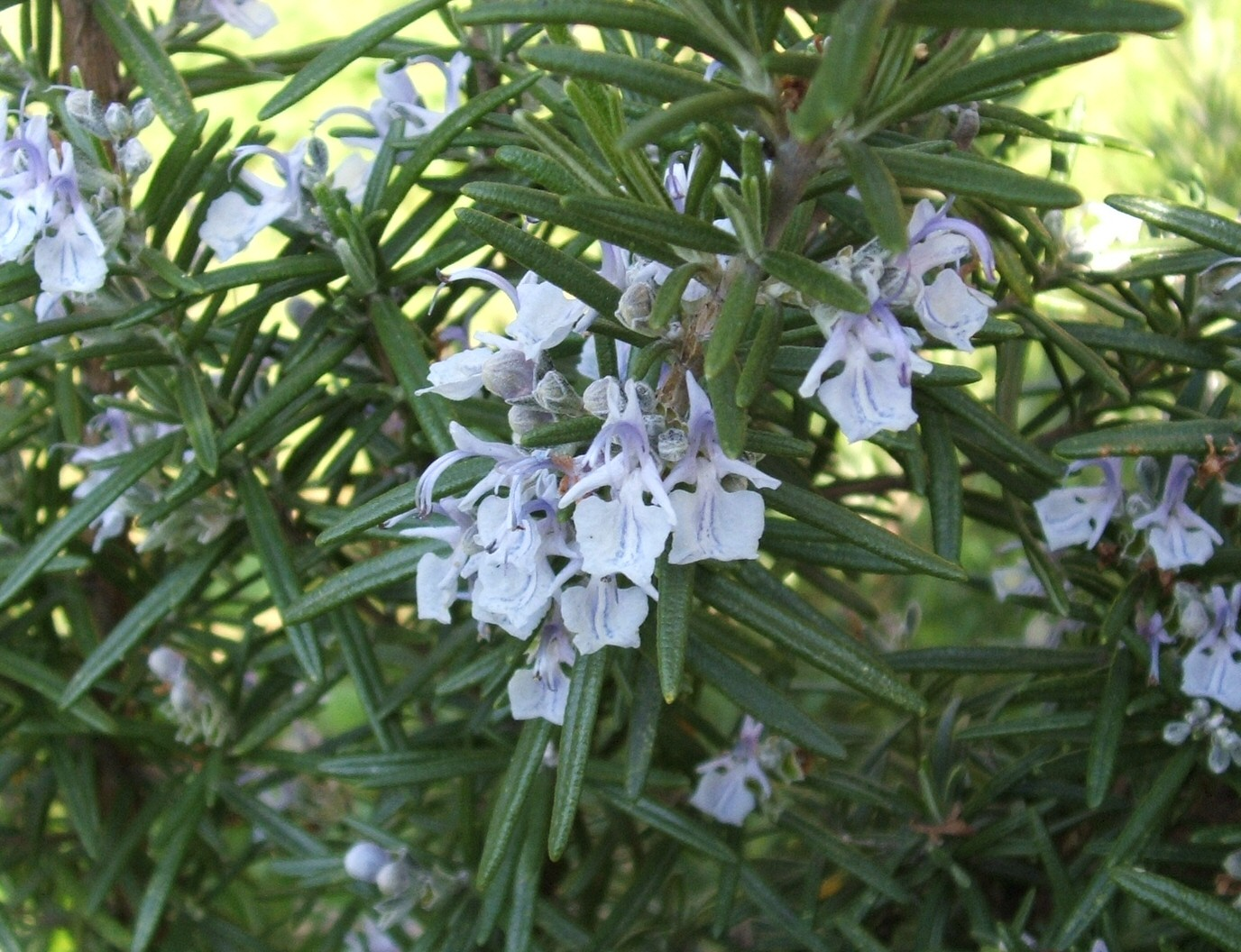
Rosmarinus officinalis (Rosmarino prostrato)
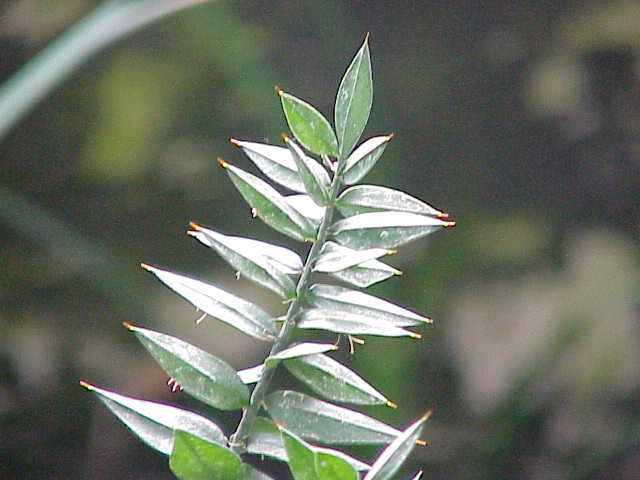
Ruscus aculeatus (Pungitopo)
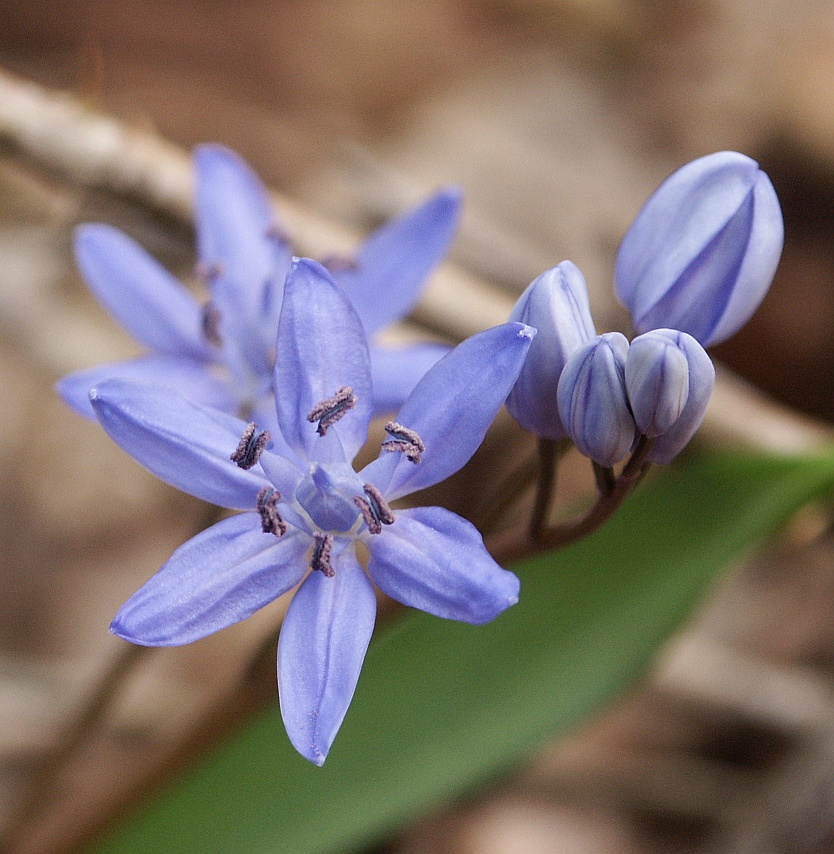
Scilla spp.
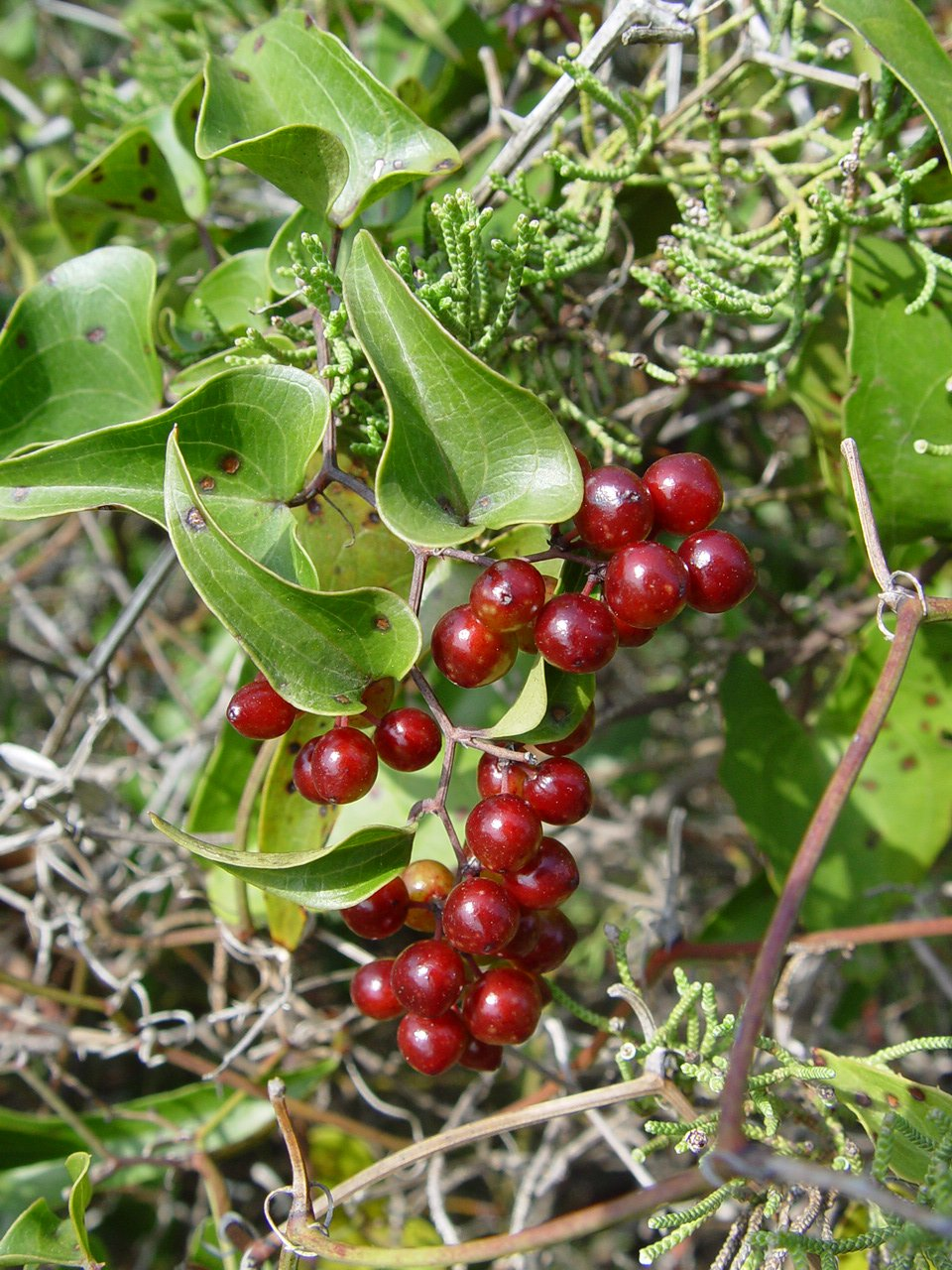
Smilax aspera (Salsapariglia nostrana)
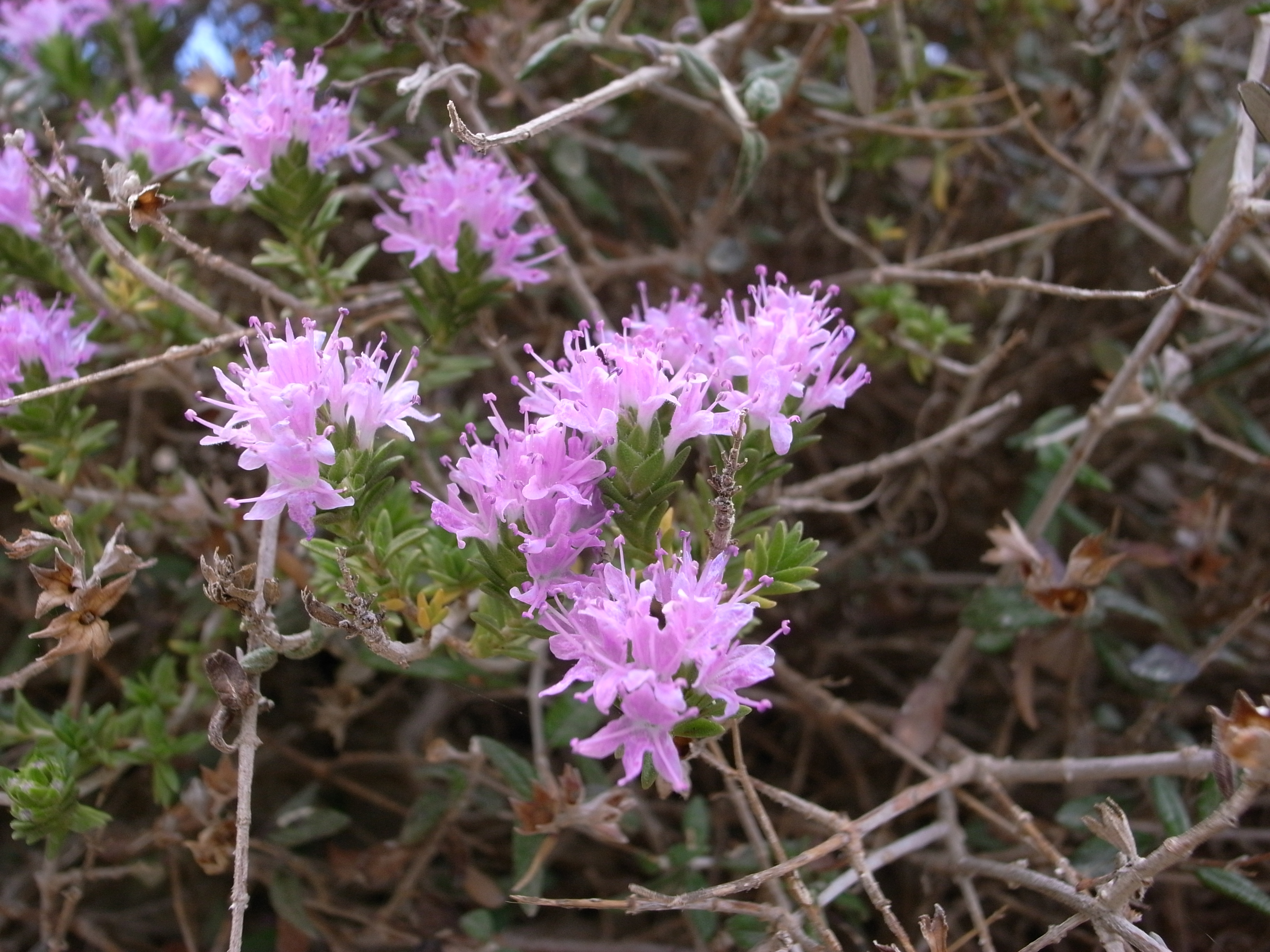
Thymbra capitata (Timo arbustivo)